# Lepidium johnstonii
Lepidium johnstonii là một loài thực vật có hoa trong họ Cải. Loài này được C. Hitch. mô tả khoa học đầu tiên.